# Standard Instrumental Departure
La salida instrumental normalizada (SID, del inglés Standard Instrument Departure), también conocida como procedimientos de salida (DP, Departure Procedures), son las rutas seguidas por los aviones en vuelo IFR después de despegar.

## Introducción
Una SID es un procedimiento de salida normalizado que algunos aeropuertos han establecido para simplificar los procedimientos de salida. Las SID deben ser fáciles de comprender y, a ser posible, de una sola página. Aunque los procedimientos SID garantizan un buen gradiente de subida (no siempre el más bajo) y la separación necesaria para evitar obstáculos, se optimizan con el ATC. Para que un piloto pueda volar una SID legalmente, debe poseer, al menos la descripción en texto del procedimiento SID en cuestión.  Los procedimientos SID en los EE. UU. son creados tanto por las autoridades militares (USAF o USN) como por las FAA. La diferencia básica entre los SID militares y civiles es que los primeros representan obstáculos y gradientes ATC de subida mientras que los civiles sólo representan gradientes mínimos de subida de obstáculos.

## SID
Las SID son asignadas por los controladores de tráfico aéreo al piloto según el primer waypoint del plan de vuelo y la pista activa. Una SID consiste en una serie de waypoints o puntos fijos, determinados por sus coordenadas laterales y longitudinales o de balizas de radioayuda como VOR, NDB, etc. Incluye también un perfil de ascenso que lleva al piloto a un determinado punto o una cierta altitud. El procedimiento SID finaliza en el waypoint que deja al piloto en la aerovía que debe tomar. 
Las autoridades locales (Gobierno, organizaciones de control de tráfico aéreo, etc.) son las encargadas de definir las SID para garantizar seguridad, optimizar las salidas y, en la medida de lo posible, minimizar el ruido sobre áreas habitadas.

## Tipos de SID
Existen principalmente dos tipos de SID: Pilot-Nav y Vector.
Una SID Pilot-Nav es aquella en que el piloto es el responsable principal de la navegación por la ruta. Se establecen para aeropuertos el terreno de los cuales y factores de seguridad relacionados dictan una ruta específica a seguir.
Una SID Vector es una SID en la que ATC puede proporcionar guiado radar sobre la ruta representada en una SID. Volar una SID Vector requiere volar un ODP (Obstacle Departure Procedure). Esto se anota en la sección ODP «Fly runway heading to xxx prior to making any turns». Las SID Vector dan al ATC mayor control sobre el tráfico que las Pilot-Nav.

## Designación de las SID
Los convenios para designar las rutas SID varían según la región.
En la mayoría de países europeos, las SID se nombran según el último waypoint del procedimiento, seguido, a veces, de un número de versión y una letra. El número de versión comienza en 1 y va incrementando para cada alteración del procedimiento. La letra designa la pista: la ruta seguida hacia un punto determinado depende de la pista de despegue. Por ejemplo: en el aeropuerto de Schipol Ámsterdam, para llegar al punto GORLO (punto donde se pueden coger dos aerovías) se seguirá la SID GORLO. Según la pista activa en el momento, la SID se denominará GORLO1N (para los despegues por la pista 09) o GORLO2V (para los despegues por la pista 36L).
En los Estados Unidos, el procedimiento para las designaciones de las SID son menos rígidos y simplemente toman como referencia alguna característica notable del procedimiento, un waypoint o su situación geográfica junto con un dígito que hace referencia a las revisiones. Así, por ejemplo, la SID LOOP3 del Aeropuerto Internacional de Los Ángeles se denomina de esta manera porque se trata de la tercera revisión del procedimiento y porqué la ruta que sigue el avión simula un loop.

## Desviaciones y separación
Aunque los procedimientos SID se designan fundamentalmente para el tráfico IFR, en situaciones de saturación del ATC, estos pueden solicitar que los vuelos VFR sigan una determinada SID para poder mantener de manera más eficiente la separación entre aeronaves. Control Aéreo proporcionaría un guiado vectorial correspondiente a la SID a los pilotos de un vuelo VFR.
Los pilotos deben seguir el procedimiento SID publicado y aunque se permiten pequeñas desviaciones, los pilotos que se desvíen mucho del camino preestablecido pueden ser multados.
La precisión de las SID varía según la región. En algunos países, se especifica en la carta cada uno de los detalles de la ruta a seguir; en otras áreas, los procedimientos de aproximación instrumental normalizados son más generales, dejando detalles a decisión del piloto o del ATC.

## Ejemplos de SID
Pueden consultarse los procedimientos SID en las cartas de cualquier aeropuerto español en el AIP